# Dendrocincla homochroa
Dendrocincla homochroa е вид птица от семейство Furnariidae.

## Разпространение
Видът е разпространен в Белиз, Колумбия, Коста Рика, Салвадор, Гватемала, Хондурас, Мексико, Никарагуа, Панама и Венецуела.